# Anna di York (duchessa di Norfolk)
Anna di York (Londra, 2 novembre 1475 – 23 novembre 1511) è stata una principessa inglese.

## Biografia
Era la quinta figlia di Edoardo IV d'Inghilterra, e di sua moglie, Elisabetta Woodville.
Il 5 agosto 1480, suo padre firmò un accordo con Massimiliano I d'Austria. Secondo i suoi termini, Anna avrebbe dovuto sposare il suo primogenito, Filippo, il futuro duca di Borgogna. L'accordo stabiliva anche che Massimiliano non avrebbe perseguito altri contratti di matrimonio per i successivi tre anni.
Tuttavia, il trattato di matrimonio non venne concluso a causa della morte di Edoardo.

## Matrimonio
Come segno di alleanza tra la famiglia Howard e Riccardo III d'Inghilterra, nel 1484 Anna venne promessa sposa di Thomas Howard, figlio di Thomas Howard, II duca di Norfolk. Dopo il rovesciamento del Riccardo III, Thomas ha rinnovato la sua pretesa coniugale su Anna.
Il matrimonio venne celebrato il 4 febbraio 1495 nell'Abbazia di Westminster. Ebbero quattro figli:
- Thomas (1496-1508);
- figlio nato morto;
- Altri due figli, sesso ignoto, morti infanti.

## Morte
Nel 1486, al battesimo del nipote Arturo, portava il chrisom. Nel 1489, al battesimo di sua nipote Margherita, poi regina di Scozia, ha di nuovo portato il chrisom durante la cerimonia.
Nel 1510, suo nipote Enrico VIII gli concesse, a lei e ai suoi eredi, le varie proprietà come compensazione per le terre rivendicate dalla sua bisnonna, Anna Mortimer, moglie di Riccardo Plantageneto, III conte di Cambridge.
Anna morì il 23 novembre 1511 e fu sepolta a Thetford Priory. Dopo la Riforma, fu trasferita, insieme ad altri membri della famiglia Howard, nella Chiesa di San Michele Arcangelo, a Framlingham.

## Ascendenza
|                                         |                             |                                       | Genitori                                   |  |  | Nonni |  |  | Bisnonni                                      |  |  | Trisnonni                            |  |
|                                         |                             |                                       |                                            |  |  |       |  |  | Riccardo Plantageneto, III conte di Cambridge |  |  | Edmondo Plantageneto, I duca di York |  |
|                                         |                             |                                       |                                            |  |  |       |  |  | Riccardo Plantageneto, III conte di Cambridge |  |  | Edmondo Plantageneto, I duca di York |  |
|                                         |                             | Isabella di Castiglia                 |                                            |  |  |       |  |  | Riccardo Plantageneto, III conte di Cambridge |  |  |                                      |  |
| Riccardo Plantageneto, III duca di York |                             |                                       |                                            |  |  |       |  |  | Riccardo Plantageneto, III conte di Cambridge |  |  |                                      |  |
|                                         |                             | Anna Mortimer                         | Ruggero Mortimer                           |  |  |       |  |  |                                               |  |  |                                      |  |
|                                         |                             | Anna Mortimer                         | Ruggero Mortimer                           |  |  |       |  |  |                                               |  |  |                                      |  |
|                                         |                             | Anna Mortimer                         | Alianore Holland                           |  |  |       |  |  |                                               |  |  |                                      |  |
| Edoardo IV d'Inghilterra                |                             | Anna Mortimer                         |                                            |  |  |       |  |  |                                               |  |  |                                      |  |
|                                         |                             | Ralph Neville, I conte di Westmorland | John Neville                               |  |  |       |  |  |                                               |  |  |                                      |  |
|                                         |                             | Ralph Neville, I conte di Westmorland | John Neville                               |  |  |       |  |  |                                               |  |  |                                      |  |
|                                         |                             | Ralph Neville, I conte di Westmorland | Maud Percy                                 |  |  |       |  |  |                                               |  |  |                                      |  |
| Cecilia Neville                         |                             | Ralph Neville, I conte di Westmorland |                                            |  |  |       |  |  |                                               |  |  |                                      |  |
|                                         |                             | Joan Beaufort                         | Giovanni Plantageneto, I duca di Lancaster |  |  |       |  |  |                                               |  |  |                                      |  |
|                                         |                             | Joan Beaufort                         | Giovanni Plantageneto, I duca di Lancaster |  |  |       |  |  |                                               |  |  |                                      |  |
|                                         |                             | Joan Beaufort                         | Katherine Swynford                         |  |  |       |  |  |                                               |  |  |                                      |  |
| Anna di York                            |                             | Joan Beaufort                         |                                            |  |  |       |  |  |                                               |  |  |                                      |  |
|                                         | Richard Woodville di Rivers | …                                     |                                            |  |  |       |  |  |                                               |  |  |                                      |  |
|                                         | Richard Woodville di Rivers | …                                     |                                            |  |  |       |  |  |                                               |  |  |                                      |  |
|                                         | Richard Woodville di Rivers | …                                     |                                            |  |  |       |  |  |                                               |  |  |                                      |  |
| Richard Woodville                       | Richard Woodville di Rivers |                                       |                                            |  |  |       |  |  |                                               |  |  |                                      |  |
|                                         |                             | Joan Bedlisgate                       | Thomas Bittlesgate di Knightstone          |  |  |       |  |  |                                               |  |  |                                      |  |
|                                         |                             | Joan Bedlisgate                       | Thomas Bittlesgate di Knightstone          |  |  |       |  |  |                                               |  |  |                                      |  |
|                                         |                             | Joan Bedlisgate                       | …                                          |  |  |       |  |  |                                               |  |  |                                      |  |
| Elisabetta Woodville                    |                             | Joan Bedlisgate                       |                                            |  |  |       |  |  |                                               |  |  |                                      |  |
|                                         |                             | Pietro I di Lussemburgo-Saint Pol     | Giovanni di Saint-Pol                      |  |  |       |  |  |                                               |  |  |                                      |  |
|                                         |                             | Pietro I di Lussemburgo-Saint Pol     | Giovanni di Saint-Pol                      |  |  |       |  |  |                                               |  |  |                                      |  |
|                                         |                             | Pietro I di Lussemburgo-Saint Pol     | Margherita d'Enghien                       |  |  |       |  |  |                                               |  |  |                                      |  |
| Giacometta di Lussemburgo               |                             | Pietro I di Lussemburgo-Saint Pol     |                                            |  |  |       |  |  |                                               |  |  |                                      |  |
|                                         |                             | Margherita del Balzo                  | Francesco I del Balzo                      |  |  |       |  |  |                                               |  |  |                                      |  |
|                                         |                             | Margherita del Balzo                  | Francesco I del Balzo                      |  |  |       |  |  |                                               |  |  |                                      |  |
|                                         |                             | Margherita del Balzo                  | Sveva Orsini                               |  |  |       |  |  |                                               |  |  |                                      |  |
|                                         |                             | Margherita del Balzo                  |                                            |  |  |       |  |  |                                               |  |  |                                      |  |